# Kanton La Vallée de l'Agly
 La Vallée de l'Agly is een kanton van het Franse departement Pyrénées-Orientales. Het kanton maakt deel uit van de arrondissementen  Perpignan (10) en Prades (28). In 2021 telde het 29.552 inwoners.

Het kanton werd gevormd ingevolge het decreet van 26 februari 2014 , met uitwerking op 22 maart 2015, met Rivesaltes als hoofdplaats.

## Gemeenten
Het kanton omvat volgende 38 gemeenten:
- Ansignan
- Arboussols
- Bélesta
- Campoussy
- Caramany
- Cases-de-Pène
- Cassagnes
- Caudiès-de-Fenouillèdes
- Espira-de-l'Agly
- Estagel
- Feilluns
- Fenouillet
- Fosse
- Lansac
- Latour-de-France
- Lesquerde
- Maury
- Montner
- Opoul-Périllos
- Pézilla-de-Conflent
- Planèzes
- Prats-de-Sournia
- Prugnanes
- Rabouillet
- Rasiguères
- Rivesaltes
- Saint-Arnac
- Saint-Martin-de-Fenouillet
- Saint-Paul-de-Fenouillet
- Salses-le-Château
- Sournia
- Tarerach
- Tautavel
- Trévillach
- Trilla
- Vingrau
- Vira
- Le Vivier